# Movimiento Revolucionario Túpac Amaru
Movimiento Revolucionario Túpac Amaru (MRTA)  var en kommunistisk gerillarörelse som var aktiv i Peru från 1984 till 1997 och en av aktörerna i Perus interna konflikter. Rörelsen leddes av Victor Polay Campos (kamrat "Rolando") tills denna sattes i fängelse och av Néstor Cerpa Cartolini (kamrat "Evaristo") till hans död 1997. MRTA tog sitt namn efter Túpac Amaru II, en 1700-talsrebell som själv hade tagit namnet efter sin anfader Túpac Amaru, den siste Inkan i Inkaimperiet. MRTA klassades som en terroriströrelse av Perus regering. När rörelsen var som starkast hade den flera hundra aktiva medlemmar. Rörelsens mål var att störta kapitalismen och bygga ett socialistiskt, självständigt Peru.
Perus Sannings- och försoningskommission beräknade att gruppen var ansvarig för 1,5 procent av de undersökta dödsfallen. I kommissionens slutliga rapport som publicerades 2003, skrev kommissionen:
Till skillnad från Lysande stigen, och såsom andra beväpnade Latinamerikanska organisationer med vilka rörelsen upprätthöll förbindelser, hävdar MRTA ansvar för sina aktioner, medlemmarna använder uniform eller andra tecken för att skilja sig från den civila befolkningen, den avstår från att anfalla den obeväpnade befolkningen och visade vid några tillfällen tecken på att vara öppen för fredsförhandlingar. Ändå var MRTA inblandat i kriminella handlingar, den tillgrep avrättningar, som i fallet general Enrique López Albújar, tagande av gisslan och den systematiska användningen av kidnappning, brott som alla kränker inte bara den personliga friheten utan internationell folkrätt som MRTA säger sig respektera. Det är viktigt att betona att MRTA också avrättade oliktänkande inom sina egna led.